# عبد الله بن مسعود
أبو عبد الرحمن عبد الله بن مسعود بن غافل بن حبيب الصاهلي الهذلي (المتوفى سنة 32 هـ / 653 م) فقيه الأمة وصحابي جليل ووزير ومقرئ ومحدث من المكثرين في الحديث النبوي، وهو أحد السابقين إلى الإسلام وهو سادس من أسلم وأحد المبشرين بالجنة ، وصاحب نعلي النبي محمد وسواكه، وواحد ممن هاجروا الهجرتين إلى الحبشة وإلى المدينة المنورة، وممن أدركوا القبلتين، وهو أول من جهر بقراءة القرآن في مكة وشهد جميع المشاهد مع النبي محمد. وهو الذي قتل أبو جهل وقطع رأسه في معركة بدر وقدمه إلى النبي محمد. وقد تولى قضاء ووزارة الكوفة وبيت مالها في خلافة عمر وصدر من خلافة عثمان.

## نسبه
هو الصحابي الجليل الكريم:
- أبو عبد الرحمن عبد الله بن مسعود بن غافل بن حبيب بن شمخ بن فار بن مخزوم بن صاهلة بن كاهل بن الحارث بن تميم بن سعد بن هذيل بن مدركة بن الياس بن مضر بن نزار بن معد بن عدنان.[3][4][5][6]
- امة: الصحابية الجليلة أم عَبْد بنت عَبْد ود بْن سَوَاء بْن قريم بْن صاهلة بْن كَاهِل بْن الْحَارِث بْن تَمِيم بْن سعد بْن هُذَيْل بن مدركة بن الياس بن مضر بن نزار بن معد بن عدنان.[7]

ولديه من الأخوة اثنان وهما عتبة وعميس ابني مسعود.

### أبنائه.[8][9]
| من الذكور: - أبو بكر بن عبد الله - زيد بن عبد الله - أبو عبيدة عامر بن عبد الله - عبد الرحمن بن عبد الله - عتبه بن عبد الله - محمد بن عبد الله - عمر بن عبد الله | من الإناث: - سارة بنت عبد الله - أميمة بنت عبد الله |

## نشأته
نشأ عبد الله في مكة، حيث استقر بها أبوه مسعود بن غافل قبل الإسلام، وقد كان والده من فرسان هذيل وقد أصاب قوما في الجاهلية فأصبح مطلوبا بالدم فدخل الى مكة ومعه خيول له وقد نادى في الناس من يعقد معي حلفا وله هذه الخيل فحالفه عبد بن الحارث من بني زهرة بن كلاب بن مرة القرشي. ثم تزوج من حفيدته أم عبد بنت عبد وُدّ بن سواءة الهذلية. ابنة ابنته هند بنت عبد بن الحارث الزهرية.

## سيرته
كان عبد الله بن مسعود من السابقين الأولين في الإسلام، حيث أسلم قبل أن تصبح دار الأرقم مقرًا لتجمع أصحاب النبي محمد، وقد اختُلف في ترتيبه في السبق إلى الإسلام، فقيل أنه سادس ستة أسلموا، وقيل أنه أسلم بعد اثنين وعشرين نفسًا.
وقد روى عبد الله بن مسعود قصة إسلامه، فقال: «كنت أرعى غنمًا لعقبة بن أبي معيط، فمر بي رسول الله ﷺ وأبو بكر، فقال: يا غلام، هل من لبن؟ قلت: نعم، ولكني مؤتمن. قال: فهل من شاة لم ينزّ عليها الفحل؟ فأتيته بشاة، فمسح ضرعها، فنزل لبن، فحلب في إناء، فشرب، وسقى أبا بكر. ثم قال للضرع: اقلُص، فقلص. ثم أتيته بعد هذا، فقلت: يا رسول الله، علمني من هذا القول، فمسح رأسي، وقال: إنك غلام مُعَلَّمٌ.» منذئذ، أسلم عبد الله بن مسعود وأسلم معه أخوه عتبة بن مسعود، وأسلمت أمه معه، وكان لها صحبة. فكانوا من أوائل المسلمين في التاريخ.
لزم عبد الله ابن مسعود صحبة النبي محمد في مكة، وكان جريئًا في الدين شجاعاً لا يهاب أحدا من أهل مكة فكان معلنا لإسلامه أمام كفار قريش، وكان أول من جهر بالقرآن في مكة بعد النبي محمد وذلك ليسمع كفار قريش القران وكان ذلك تحديا يطلب شجاعة كبيرة كون الكفار في مكة آنذاك هم الأكثرية ولشده معاداتهم للدعوة الإسلامية العلنية،

قاسى ابن مسعود ما قاساه المسلمون الأوائل من اضطهاد قريش، مما اضطره إلى الهجرة إلى الحبشة تحت وطأة هذا الاضطهاد لينجو بنفسه وبدينه. ومعه أخوه عتبه بن مسعود الهذلي ثم عاد عبد الله ابن مسعود بعد سنوات إلى مكة، قبل أن يغادرها مجددًا مهاجرًا إلى يثرب بعد أن أذن النبي محمد لأصحابه بالهجرة إليها.

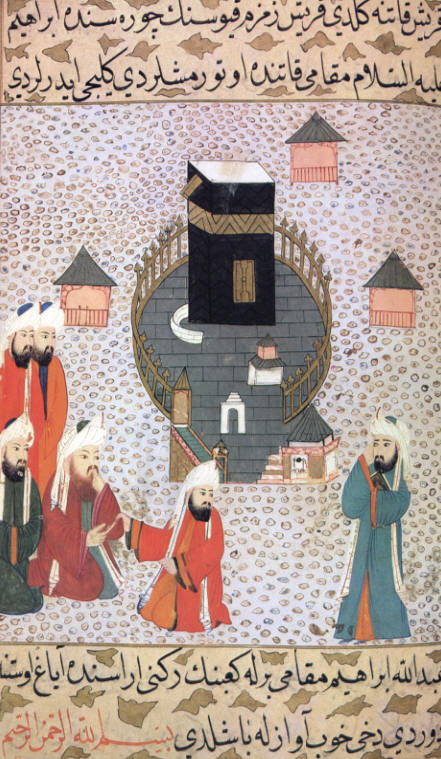
منمنة عُثمانيَّة تُصوّر عبد الله بن مسعود وهو يجهر بالقرآن في مكة أمام قريش.

## صفته
كان ابن مسعود آدم، خفيف اللحم، نحيفًا، قصيرًا، شديد الأدمة، وكان لا يغير شيبه، بعينيه أثرين أسودين من البكاء، وكان من أجود الناس ثوبًا أبيض، ومن أطيب الناس ريحًا، وكان يُعرف بالليل بريح الطيب. كما كان يتخذ خاتمًا من حديد.

## مع النبي محمد في المدينة
وبعد الهجرة إلى المدينة المنورة، نزل عبد الله على معاذ بن جبل، وقيل سعد بن خيثمة، وآخى النبي محمد بين ابن مسعود والزبير بن العوام، وقيل بينه وبين سعد بن معاذ، وقيل بينه وبين أنس بن مالك، وقيل بينه وبين معاذ بن جبل. واختطّ النبي محمد لعبد الله وأخيه عتبة بن مسعود دُورًا مع دور بني زُهرة بن كلاب في ناحية مؤخر المسجد.
ما أن هاجر عبد الله ابن مسعود حتى لزم هو وأمه ام عبد الهذلية خدمة النبي محمد، فكان عبد الله يُلبس النبي محمد نعليه، ثم يمشي أمامه بالعصا، حتى إذا أتى مجلسه، نزع نعليه، فأدخلهما عبد الله في ذراعه، وأعطاه العصا، وكان يدخل حجراته أمامه بالعصا، وأصبح ابن مسعود صاحب سواد النبي (1) ووساده(2) وسواكه ونعليه وطهوره، وكان هو من يستر النبي محمد إذا اغتسل، ويوقظه إذا نام، ويُؤنسه إذا مشي. لذا، فقد كان كثير الولوج على النبي محمد، حتى ظنّ أبو موسى الأشعري حين هاجر من اليمن إلى المدينة، أن ابن مسعود وأمه من أهل بيت النبي محمد لكثرة دخولهم وخروجهم عليه. وقد شهد ابن مسعود الغزوات كلها مع النبي محمد، وكان هو من أجهز وقتل أبي جهل يوم بدر بعد أن ضربه ابني عفراء، ونفله النبي محمد يومها سيف أبي جهل. كما كان ابن مسعود أحد أربعة ثبتوا مع النبي محمد بعد أن تقهقر عنه أصحابه يوم أحد.

## بعد وفاة النبي محمد
بعد وفاة النبي محمد، شارك ابن مسعود في الفتح الإسلامي للشام، وشهد فيها معركة اليرموك، وتولى يومها قسمة الغنائم. اختار عبد الله بن مسعود بعد انتهاء الفتح الإقامة في حمص، إلى أن جاءه أمر من الخليفة الثاني عمر بن الخطاب بالانتقال إلى الكوفة، ليعلّم أهلها أمور دينهم ويكون وزيرا فيها، وليعاون أميرها الجديد عمار بن ياسر، وكتب عمر إلى أهل الكوفة، فقال: «إني قد بعثت عمار بن ياسر أميرًا، وعبد الله بن مسعود معلمًا، ووزيرًا، وهما من النجباء من أصحاب رسول الله ﷺ من أهل بدر، فاقتدوا بهما، وأطيعوا واسمعوا قولهما، وقد آثرتكم بعبد الله على نفسي».
وقد بقي عبد الله بن مسعود بالكوفة مدة خلافة عمر بن الخطاب، وبداية خلافة عثمان بن عفان، إلى أن عزله عثمان بن عفان، وبعث إليه يأمره بالعودة إلى المدينة المنورة. اجتمع أهل الكوفة ليقنعوه عبد الله بن مسعود بالبقاء في الكوفة، وقالوا له: «أقم، ونحن نمنعك أن يصل إليك شيء تكرهه»، فقال لهم عبد الله: «إن له علي حق الطاعة، وإِنها ستكون أمور وفتن، فلا أحب أن أكون أول من فتحها»، وردّ الناس، وترك الكوفة وعاد الى إلى المدينة المنورة.

## مكانته عند النبي محمد
حظي ابن مسعود بمنزلة عالية عند النبي محمد الذي أولاه ثقته، فقال النبي صلى الله عليه وسلم : «لو كنت مؤمّرًا أحدًا عن غير مشورة، لأمرت عليهم ابن أم عبد»،
كما عاتب النبي محمد أصحابه يومًا حين أمر ابن مسعود بصعود شجرة يأتيه منها بشيء، فضحكوا من نحافة ساقيه، فقال النبي محمد: «ما تضحكون؟ لرجل عبد الله أثقل في الميزان يوم القيامة من أُحد»، فشهد النبي محمد لعبدالله بن مسعود ان ساقه يوم القيامة في الميزان اثقل من جبل أحد وهذا فضل وكرامه من الله وتزكيه لأبن مسعود
كما شهد بعض الصحابة على منزلة ابن مسعود من النبي محمد، فقد روى حذيفة بن اليمان قول النبي: «اقتدوا باللذين من بعدي أبي بكر وعمر، واهتدوا بهدي عمار، وتمسكوا بعهد ابن أم عبد»، كما قيل عمرو بن العاص في مرض موته، وقد أصابه الهمّ: «قد كان رسول الله ﷺ يُدنيك ويُستعملك»، فقال: «والله ما أدري ما كان ذاك منه، أحُب أو كان يتألفني، ولكن أشهد على رجلين أنه مات وهو يحبهما ابن أم عبد وابن سمية»،
كما روى أبو الدرداء الأنصاري أن النبي محمد خطب خطبة خفيفة، فلما فرغ من خطبته أمر أبا بكر، فقام فخطب، فقصّر دون النبي ثم أمر عمر بن الخطاب، فقام فخطب، فقصّر دون أبي بكر، ثم نادى آخر فقام فخطب، فشقق القول، (3) فقال له النبي محمد: «اسكت أو اجلس، فإن التشقيق من الشيطان، وإن البيان من السحر»،
ثم قال: «يا ابن أم عبد، قم فاخطب»، فقام عبد الله بن مسعود، فحمد الله وأثنى عليه، ثم قال: «أيها الناس، إن الله - عز وجل - ربنا، وإن الإسلام ديننا، وإن القرآن إمامنا، وإن البيت قبلتنا، وإن هذا نبينا - وأومأ إلى النبي - رضينا ما رضي الله لنا ورسوله، وكرهنا ما كره الله لنا ورسوله، والسلام عليكم»، فقال النبي محمد: «أصاب ابن أم عبد وصدق، رضيت بما رضي الله لأمتي وابن أم عبد، وكرهت ما كره الله لأمتي وابن أم عبد».

## عند الصحابة والتابعين
أثنى العديد من الصحابة والتابعين على عبد الله بن مسعود، فقال عمر بن الخطاب عنه حين أرسله إلى الكوفة: «كُنيف ملئ علمًا، آثرت به أهل القادسية»،
وقال حذيفة بن اليمان: «ما أعلم أحدًا أقرب سمتًا ولا هديًا ولا دلاً من رسول الله ﷺ، حتى يواريه جدار بيته من ابن أم عبد، ولقد علم المحفوظون من أصحاب محمد ﷺ أن ابن أم عبد من أقربهم إلى الله وسيلة يوم القيامة».
وقال أبو الدرداء الأنصاري يوم أتاه نعي ابن مسعود: «ما ترك بعده مثله»، ومن التابعين قال مسروق بن الأجدع: «شاممت أصحاب محمد ﷺ، فوجدت علمهم انتهى إلى ستة علي وعمر وعبد الله وزيد وأبي الدرداء وأُبيّ. ثم شاممت الستة، فوجدت علمهم انتهى إلى علي وعبد الله»،
وقال أبو وائل شقيق بن سلمة: «ما أعدل بابن مسعود أحدًا»، وقال الشعبي: «ما دخل الكوفة أحد من الصحابة أنفع علمًا، ولا أفقه صاحبًا من عبد الله».

## علمه وخدمته للقرآن
كان لملازمة ابن مسعود للنبي محمد أثرها في سعة علمه بتفسير القرآن وأسباب نزول آياته، فقد روى مسروق بن الأجدع عن ابن مسعود قوله: «والله الذي لا إله غيره، ما أنزلت سورة من كتاب الله إلا أنا أعلم أين أنزلت، ولا أنزلت آية من كتاب الله إلا أنا أعلم فيم أنزلت، ولو أعلم أحدًا أعلم مني بكتاب الله تبلغه الإبل لركبت إليه»، وهو قول الصحابي أبي مسعود الأنصاري الذي قال: «والله ما أعلم النبي ﷺ ترك أحدًا أعلم بكتاب الله من عبد الله بن مسعود». أخذ ابن مسعود من فم النبي محمد مباشرة بضعًا وسبعين سورة، وكان حسن الصوت بقراءة القرآن، فكان النبي محمد يحب أن يسمعه منه، فقد روى ابن مسعود أن النبي محمد قال له يومًا: «إقرأ عليّ سورة النساء»، فتعجّب ابن مسعود وقال: «أقرأ عليك وعليك أُنزل؟»، فقال النبي محمد: «إني أحب أن أسمعه من غيري»، فقرأ عليه حتى بلغ قوله تعالى: ﴿فَكَيْفَ إِذَا جِئْنَا مِنْ كُلِّ أُمَّةٍ بِشَهِيدٍ وَجِئْنَا بِكَ عَلَى هَؤُلَاءِ شَهِيدًا ۝٤١﴾ [النساء:41]، ففاضت عينا النبي محمد، وقال: «من أحب أن يقرأ القرآن غضًّا كما أُنزل، فليقرأ قراءة ابن أم عبد»، كما أوصى النبي فقال: «استقرئوا القرآن من أربعة من عبد الله بن مسعود وأبي بن كعب ومعاذ بن جبل وسالم مولى أبي حذيفة». وقد تفرّغ ابن مسعود لخدمة القرآن وأهله، فكان يملي المصاحف عن ظهر قلب في الكوفة، وأخذ عنه القراءة عرضًا مُقرئين كأبي عبد الرحمن السُلمي وعبيد بن نضيلة والأسود بن يزيد النخعي وتميم بن حذلم والحارث بن قيس وزر بن حبيش وعبيد بن قيس وعلقمة بن قيس النخعي وعبيدة بن عمرو السلماني وعمرو بن شرحبيل وأبو عمرو الشيباني وزيد بن وهب ومسروق بن الأجدع، وإليه تنتهي قراءة عاصم وحمزة والكسائي وخلف والأعمش. كما قال عبيد الله بن عبد الله بن عتبة أنه: «كان عبد الله إذا هدأت العيون قام، فسمعت له دويًّا كدوي النحل حتى يُصبح».
ولما همّ الخليفة الأول أبو بكر الصديق بجمع القرآن، وندب لذلك زيد بن ثابت، شقّ على ابن مسعود ذلك، وقال: «لقد قرأت من فِيّ رسول الله ﷺ سبعين سورة، وزيد له ذؤابة يلعب مع الغلمان»، كما قال: «يا معشر المسلمين، أعزل عن نسخ المصاحف، ويولاها رجل والله لقد أسلمت وإنه لفي صلب أبيه كافر»، قال الزهري:« فبلغني أن ذلك كره من مقالة ابن مسعود، كرهه رجال من  الصحابة». كما اختار الخليفة الثالث عثمان بن عفان زيد بن ثابت لكتابة مصحفه وحرق ما دونه من نسخ، وكان عبد الله بن مسعود وقتها بالكوفة، فقال عبد الله: «يا أهل الكوفة، اكتموا المصاحف التي عندكم وغلوها، فإن الله قال: ﴿وَمَا كَانَ لِنَبِيٍّ أَنْ يَغُلَّ وَمَنْ يَغْلُلْ يَأْتِ بِمَا غَلَّ يَوْمَ الْقِيَامَةِ ثُمَّ تُوَفَّى كُلُّ نَفْسٍ مَا كَسَبَتْ وَهُمْ لَا يُظْلَمُونَ ۝١٦١﴾ [آل عمران:161]، فالقوا الله بالمصاحف»، وقال: «لقد علم أصحاب محمد أني أعلمهم بكتاب الله، وما أنا بخيرهم، ولو أني أعلم أن أحدًا أعلمُ بكتاب الله مني تبلغنيه الإبل لأتيته»، قال الذهبي:« إنما شق على ابن مسعود، لكون عثمان ما قدمه على كتابة المصحف، وقدم في ذلك من يصلح أن يكون ولده، وإنما عدل عنه عثمان لغيبته عنه بالكوفة، ولأن زيدا كان يكتب الوحي لرسول الله ﷺ فهو إمام في الرسم، وابن مسعود فإمام في الأداء، ثم إن زيدا هو الذي ندبه الصديق لكتابة المصحف وجمع القرآن، فهلا عتب على أبي بكر؟ وقد ورد أن ابن مسعود رضي وتابع عثمان ولله الحمد»
وقال أيضًا أن في مصحف ابن مسعود أشياء أظنها نسخت، وأما زيد فكان أحدث القوم بالعرضة الأخيرة التي عرضها النبي عام توفي، على جبريل.
وعندما تولى عمر بن الخطاب الإمارة قال من أراد أن يسأل عن القرآن، فليسأل عبد الله بن مسعود، ومن أراد أن يسأل عن المواريث فليسأل علي بن أبي طالب، ومن أراد أن يسأل عن العلم فليسأل معاذ بن جبل، ومن أراد أن يسأل عن المال فليسألني أنا، فإن الله قد جعلني له خازنا وخاتما. وذكره لعبدالله في علم القران يدل على ان عبد الله بن مسعود أعلم المسلمين بالقران الكريم

## عند الشيعة
هُناك اختلاف حول ابن مسعود عند الشيعة، فذهب البعض إلى أنه صحابي جليل، وقال عنه الشريف المرتضى: «لأنه لا خلاف بين الأمة في طهارة ابن مسعود، وفضله وإيمانه، ومدح رسول الله  وثنائه عليه وأنه مات على الجملة المحمودة منه»، وقد روى له ابن قولويه القمي في كتابه كامل الزيارات، وهو في بداية كتابه اشترط أن لا يروي إلا عن من يثق فيهم. ويرى المير دماد أن ابن مسعود ندم أنه لم يوالي عليًا حيث قال: «وقد ورد الاخبار وصح أن ابن مسعود قد رجع عما وقع منه وتندم وتظاهر بالتندم عليه.».
وذهب بعض الشيعة بالقول إلى أنه لم يكن مواليًا لعلي، حيث قال أبو القاسم الخوئي: «و المتلخص مما ذكرناه: أن عبد الله بن مسعود لم يثبت أنه والى عليًا  وقال بالحق، والله العالم.»، وسُئل الفضل بن شاذان عن ابن مسعود وحذيفة فقال: «لم يكن حذيفة مثل ابن مسعود لان حذيفة كان ركنا وابن مسعود خلط ووالى القوم ومال معهم وقال بهم»، وقال ابن المطهر الحلي: «روى الكشي عن الفضل بن شاذان أنه خلط.».

## روايته للحديث النبوي
روى عن:
- النبي محمد
- عمر بن الخطاب
- سعد بن معاذ
- صفوان بن عسال المرادي

روى عنه:
- عبد الله بن عباس
- عبد الله بن عمر بن الخطاب
- أبو موسى الأشعري
- عمران بن حصين
- عبد الله بن الزبير
- جابر بن عبد الله بن عمرو بن حرام
- أنس بن مالك
- أبو سعيد الخدري
- أبو هريرة
- أبو رافع الأنصاري
- أبو أمامة الباهلي
- علقمة بن قيس النخعي
- الأسود بن يزيد النخعي
- مسروق بن الأجدع
- عبيدة بن عمرو السلماني
- أبو وائل شقيق بن سلمة
- قيس بن أبي حازم
- زر بن حبيش
- الربيع بن خثيم
- طارق بن شهاب
- زيد بن وهب
- ابنه أبو عبيدة
- ابنه عبد الرحمن
- أبو الأحوص عوف بن مالك
- أبو عمرو الشيباني
- ابن أخيه عبد الله بن عتبة بن مسعود
- زوجته زينب بنت عبد الله الثقفية
- أبو شريح الخزاعي
- أبو جحيفة السوائي
- أبو الطفيل عامر بن واثلة الليثي
- أبو الأسود الدؤلي
- شريح بن الحارث القاضي
- عمرو بن ميمون
- عبد الرحمن بن أبي ليلى
- أبو عثمان النهدي
- الحارث بن سويد التيمي
- ربعي بن حراش
- الأحنف بن قيس
- البراء بن عازب
- البراء بن ناجية
- بلاد بن عصمة
- الحارث بن عبد الله الأعور
- حارثة بن مضرب العبدي
- الحجاج بن مالك الأسلمي
- حريث بن ظهير الكوفي
- خالد بن ربعي الأسدي
- خشف بن مالك الطائي
- الربيع بن عميلة الفزاري
- زاذان أبو عمر الكندي
- زيد بن زائدة
- سعد بن الأخرم
- سعد بن عياض الثمالي
- سليمان بن جابر الهجري
- شتير بن شكل
- شداد بن معقل
- صلة بن زفر
- عامر بن عبدة البجلي
- عبد الله بن بريدة
- عبد الله بن الحارث الزبيدي
- أبو عبد الرحمن السُلمي
- عبد الله بن ربيعة السلمي
- أبو مريم عبد الله بن زياد الأسدي
- أبو معمر عبد الله بن سخبره الأزدي
- عبد الله بن شداد بن الهاد
- عبد الله بن عكيم
- عبد الله بن عمرو الأودي
- عبد الله بن فيروز الديلمي
- عبد الله بن معقل بن مقرن المزني
- أبو الزعراء عبد الله بن هاني الأودي
- عبد الله بن أبي الهذيل
- عبد الرحمن بن حرملة الكوفي
- عبد الرحمن بن يزيد النخعي
- عبيدة بن ربيعة
- عمرو بن الحارث بن أبي ضرار المصطلقي
- عمرو بن حريث
- عمرو بن سلمة بن الحارث الهمذاني
- أبو ميسرة عمرو بن شرحبيل
- عمير مولى ابن مسعود
- عياش السلمي
- فلفلة بن عبد الله الجعفي
- قبيصة بن جابر
- قرة بن إياس المزني
- قيس بن السكن
- كردوس الكوفي
- كلثوم بن المصطلق الخزاعي
- أبو عطية مالك بن أبي عامر الهمداني
- مالك الطائي
- محمد بن الأشعث
- محمد بن عبد الله بن أسيد
- محمد بن كعب القرظي
- مرة الطيب
- المستورد بن الأحنف
- أبو العبيدين بن معاوية بن سبرة
- المعرور بن سويد
- أبو المثني مؤثر بن عفازة الشيباني
- ناجية بن كعب الأسدي
- النزال بن سبرة الهلالي
- هبيرة بن يريم
- هزيل بن شرحبيل
- همام بن الحارث
- وابصة بن معبد
- وائل بن مهانة
- وهب بن ربيعة
- يسير بن عمرو الكندي
- أبو ثور الفهمي
- أبو الجعد الغطفاني
- أبو رافع مولى النبي محمد
- أبو زيد مولى عمرو بن حريث
- أبو عثمان بن سنة الخزاعي
- أبو عياض
- أبو واقد الليثي
- أم يعقوب الأسدية

- الجرح والتعديل: اتفقا له البخاري ومسلم في صحيحيهما على 64 حديثًا، وانفرد له البخاري بإخراج 21 حديثًا، ومسلم بإخراج 35 حديثًا، وأحصى له بقي بن مخلد في مسنده بالمكرر 840 حديثًا،[10] وله 848 حديثًا بإحصاء النووي،[37] وقد عدّ يحيى بن معين أصح الأسانيد عن ابن مسعود ما رواه الأعمش عن إبراهيم عن علقمة عن ابن مسعود،[38] كما روى له الجماعة.[39]

## ابن مسعود والإفتاء
أثنى عدد من صحابة النبي محمد على فقه عبد الله بن مسعود وعلمه بالفتيا، فقال علي بن أبي طالب عنه: «عَلَمُ القرآن والسنة»، وأوصى معاذ بن جبل أصحابه في مرض موته، فقال: «التمسوا العلم عند أربعة عند عويمر أبي الدرداء وعند سلمان الفارسي وعند عبد الله بن مسعود وعند عبد الله بن سلام»،
وقد استُفتي أبي موسى الأشعري يومًا في شيء من الفرائض، فغلط، وخالفه ابن مسعود، فقال أبو موسى: «لا تسألوني عن شيء ما دام هذا الحبر بين أظهركم»، وذكر علقمة بن قيس النخعي أنه قدم الشام، فلقي أبا الدرداء، فسألوه في مساله شرعية فقال: «تسألوني وفيكم عبد الله بن مسعود؟»،
وقد عدّ ابن قيم الجوزية عبد الله بن مسعود واحدًا من المُكثرين من الصحابة في الفُتيا، وقد أخذ عن عبد الله علمه بالفقه والفتيا من التابعين علقمة بن قيس النخعي والأسود بن يزيد النخعي وشريح بن الحارث القاضي وعبيدة بن عمرو السلماني والحارث بن عبد الله الأعور، ونشروا فتواه وآرائه، حتى قال الشعبي: «ما كان من أصحاب النبي صلى الله عليه وسلم أفقه صاحاً من عبد الله بن مسعود».
أما مذهب عبد الله بن مسعود الفقهي، فقد كان ينحى منحى عمر بن الخطاب في الفقه بالإفتاء بالرأي حيث لا نص، وقد سار على هذا النهج في فترة قضائه بالكوفة، فلا يكاد يخالف عمر في شيء من آرائه، وهو ما يؤيده قول الشعبي: «ثلاثة يستفتي بعضهم من بعض، فكان عمر وعبد الله وزيد بن ثابت يستفتي بعضهم من بعض، وكان علي وأبي بن كعب وأبو موسى الأشعري يستفتي بعضهم من بعض».

## وفاته
لبث عبد الله بن مسعود في المدينة المنورة بعد عودته حتى ألمّ به مرض موته سنة 32 هـ، حيث توفي ابن مسعود في تلك السنة وعمره بضعًا وستين سنة، وكُفَّنَ في حُلَّة بمائتي درهم، ودفن بالبقيع ليلاً، عند قبر عثمان بن مظعون، بعد أن صلّى عليه الزبير بن العوام بحسب وصية ابن مسعود. وقد ترك ابن مسعود عند وفاته ضيعة براذان فمات عن تسعين ألف درهم، سوى الرقيق والماشية. وكان قد أوصى إلى الزبير بن العوام، وإلى ابنه عبد الله بن الزبير، بالتصرّف في تركته، وإنه لا تزوج امرأة من بنات عبد الله بن مسعود إلا بإذنهما. وبعد وفاة عبد الله بن مسعود، دخل الزبير على الخليفة عثمان يطالبه بعطاء ابن مسعود، وكان قد تركه حين مات عمر بن الخطاب، فأعطاه عثمان خمسة عشر ألفًا، وقيل عشرين ألفًا، وقيل خمسة وعشرين ألفًا، دفعها الزبير إلى عيال ابن مسعود.

## هوامش
- 1 صاحب السواد: تعني صاحب سرّه.
- 2 صاحب الوساد: تعني صاحب فراشه.
- 3 شقَّق الكلام: وسَّعه وبيَّنه وولّد بعضَه من بعض، أخرجه أحسن مخرج.[47]

## وصلات خارجية
- موسوعة النابلسي: لمحة قصيرة عن سيرة الصحابي الجليل عبد الله بن مسعود.
- مقتطفات من سيرة عبد الله بن مسعود - رضي الله عنه. بقلم: د. أمين بن عبد الله الشقاوي.
- قصة الإسلام: عبد الله بن مسعود.